# Catedral del Santo Nombre (Chicago)
La catedral del Santo Nombre (en inglés: Holy Name Cathedral) es la iglesia sede de la arquidiócesis de Chicago, una de las mayores diócesis católicas en los Estados Unidos. También es la iglesia parroquial del Arzobispo de Chicago. Situada en Chicago, Illinois en Estados Unidos, la Catedral del Santo Nombre reemplazó la Catedral de Santa María y la Iglesia del Santo Nombre, ambos destruidos por el Gran incendio de Chicago en octubre de 1871. La catedral fue dedicada el 21 de noviembre de 1875.

## Arquitectura
Santo Nombre de Catedral fue construida en el estilo del renacimiento gótico, al mismo tiempo, al mismo tiempo se le integraron motivos simbólicos como un mensaje de la Iglesia moderna. La iglesia tiene 233 pies (71,0 m) de largo, 126 pies (38,4 m) de ancho con capacidad para 2000 personas. El techo está a una altura de 150 pies (45,7 m) y tiene una aguja de 210 pies (64,0 m) de alto.

### Crucifijo de Resurrección
Una vez dentro de la iglesia, el dato más llamativo es el Crucifijo de la Resurrección esculpido por el artista Ivo Demetz. Adornando las paredes de la iglesia están las Estaciones de la Cruz por el artista Goffredo Verginelli que representan la Pasión, Crucifixión y Resurrección de Cristo. Las estaciones están hechas de bronce fundido y enmarcados en mármol rojo de Alicante Rocco.

## Gran incendio de Chicago de 1871
En el momento de la fundación de la Diócesis de Chicago el 30 de septiembre de 1843, el obispo William Quarter condujo a sus fieles de la Catedral de Santa María en la esquina suroeste de las Calles Madison y Wabash. Unos años más tarde, en 1851, se estaba construyendo una inmensa iglesia de ladrillos conocida como la Iglesia del Santo Nombre entre las Calles Huron y Superior. En octubre de 1871, ambas iglesias fueron destruidas en el Gran incendio de Chicago que sumió a toda la ciudad. El sacerdote de la Iglesia del Santo Nombre John McMullen recorrió el país para recaudar fondos y reconstruir las iglesias y ayudó a las personas sin hogar de Chicago.

## Construcción de nueva catedral
En 1874, el arquitecto de Brooklyn Patrick Charles Keely que diseñó también St. Stanislaus Kostka fue seleccionado para dibujar los planes para la nueva catedral de Chicago. El 19 de julio de ese año, empezaron con la construcción. El 21 de noviembre del año siguiente, el obispo Thomas Foley dedicada la iglesia y la bautizó con el nombre de la Catedral del Santo Nombre. En 1880, la Diócesis de Chicago fue elevada a la Arquidiócesis de Chicago y se convirtió en la Catedral del Santo Nombre de la iglesia de la primacía sobre otras diócesis en el Medio Oeste de Estados Unidos.

## Visita papal de 1979
El Papa Juan Pablo II se convirtió en el primer pontífice en visitar la Catedral del Santo Nombre en octubre de 1979 para un servicio de oración con los obispos de Chicago, así como un concierto con la música de Luciano Pavarotti y la Orquesta Sinfónica de Chicago en la nave de la catedral.